# 테오도로스 자고라키스
테오도로스 자고라키스(그리스어: Θεόδωρος "Θεό" Ζαγοράκης, 1971년 10월 27일, 리디아 ~)는 그리스의 정치인이자 전 축구 선수이다. 그는 UEFA 유로 2004에서 우승을 거둘 당시 그리스 국가대표팀의 주장이었고, 전 PAOK 회장이었다.
2014년 5월 유럽 의회 선거에서 당선된 그는 그리스 대표 유럽 의원이 되었다.

## 클럽 경력

### 카발라
자고라키스는 수비형 미드필더로 주로 우측 중원을 맡았다. 그는 카발라에서 데뷔하였는데, 이 클럽은 그의 죽마고우인 지시스 브리자스의 출신 구단이기도 하다. 자고라키스는 그리스 2부리그 우승을 도와 팀의 승격에 지대한 공을 세웠다.

### PAOK
1992-93 시즌, 자고라키스는 겨울에 카발라를 떠나 PAOK에 합류해 당시 스타 수집을 하던 클럽의 영입 목록에 이름을 올렸다. 그는 1997년 12월까지 PAOK에서 활약하였는데, 이 중 뒤에 2년동안 팀의 주장으로 활약했다. 그는 팬들 사이에서 상징적인 존재로 자리잡았다.

### 레스터 시티
자고라키스는 겨울 이적시장에 또다시 팀을 떠나 레스터 시티에 정착하였다. 잉글랜드에서, 그는 2회 연속 웸블리 스타디움에서 열린 리그컵 결승전에 출전하여 1999년에는 토트넘 홋스퍼에 패하였고, 이듬해 결승전에는 트랜미어 로버스를 이겼다. 테오도로스 자고라키스는 레스터 시티에서 활약하면서 1999년 1월 16일에 맨체스터 유나이티드를 상대로 환상적인 득점을 성공시켰다. 이에도 불구하고, 마틴 오닐 감독은 그를 주전으로 기용하기 꺼려하였고, 이는 그리스 복귀의 계기가 되었다.

### AEK
그는 아테네 연고의 축구 클럽 AEK로 이적하였고, 미할리스 카프시스, 바실리스 라키스, 데미스 니콜라이디스, 그리고 바실리오스 치아르타스와 같은 국가대표팀 동료와 함께하였다. AEK 소속으로, 자고라키스는 2002년에 라이벌 올림피아코스를 이기고 그리스 컵을 우승했다.

### 볼로냐
2004년 7월 14일, 그는 AEK를 떠나 볼로냐와 연간 €1.5M의 2년짜리 계약을 체결하였다. 포르투갈에서 열린 대회에서 MVP로 선정된 이 32세의 미드필더는 빚이 쌓인 그리스의 AEK를 떠나 볼로냐로 자유 이적하였다. 주세페 가초니 프라스카라 볼로냐 구단주는 신문 인터뷰에서 "자고라키스는 우리 그리스의 바조이다."라고 인터뷰했다. 2004-05 시즌, 자고라키스는 팀의 주전으로 활약했으나, 팀은 파르마에게 플레이오프에서 패하며 세리에 B로 강등되었다. 이후 여름에 그는 상황에 맞게 주급을 충당하지 못하게 됨에 따라 팀에서 방출되었다.

### PAOK 복귀
자고라키스는 결국 PAOK와 고작 연간 €700,000에 2년 계약을 체결하였다. 자고라키스가 테살로니키의 마케도니아 공항에 도착했을때, 7000명의 서포터가 그의 복귀를 환영하였다. 그러나, 복귀할 당시 팀의 상황은 대혼란기였고, 클럽은 재정 및 행적적 문제를 떠안고 있었다.

## 국가대표팀 경력
1994년 9월 7일, 자고라키스는 페로 제도와의 경기에서 그리스 국가대표팀 경기 첫 출전 기회를 잡았다. 그는 아테네에서 열린 덴마크와의 2006년 FIFA 월드컵 예선전 경기에서 101번째 출전과 첫 골을 기록했다. 총 120번의 국가대표팀 경기에 출전한 그는 2012년 10월 12일에 요르기오스 카라구니스가 국가대표팀 121번째 경기에 출장하기 전까지 그리스의 국가대표팀 최다 경기 출장 선수였다. 그는 2004년 11월 17일, 카자흐스탄전에서 자신의 100번째 경기에 출전하였으며, 국가대표팀 주장을 가장 오래 맡은 선수였다.
자고라키스는 UEFA 유로 2004에서 그리스가 우승하는데 지대한 공을 세웠고, UEFA에 의해 대회 MVP로 선정되었고, 이후 토너먼트의 팀에도 들어갔다. FIFA는 자고라키스는 2004년 FIFA 올해의 선수 목록에도 이름을 올렸고, (그는 스페인과 레알 마드리드의 전설인 라울과 17위로 동률을 이루었다.) UEFA가 주관한 2004년 유럽 올해의 선수 후보에도 이름을 올렸으나, (그는 5위를 차지했다.) 위대한 전설들인 호나우지뉴, (수상자) 티에리 앙리 (4위) 에 밀렸다. 그는 국가대표팀 경기 최다 연속 출전 기록 (부상이나 명단 제외 없이 연속 출장한 횟수로 57경기, 2006년에 부상으로 결장한 경기 제외) 을 지니고 있으며, 이 기록을 데뷔때부터 12년을 이어갔다.
14년을 그리스 국가대표팀 주장으로 활약하고, 자고라키스는 2006년 10월 5일에 국가대표팀 은퇴를 선언하였다. 그러나, 2007년 8월 22일, 그는 테살로니키 툼바 경기장에서 열린 스페인과의 친선 경기에서 기념적인 마지막 국가대표팀 경기에 출전하였다. 그는 15분 출전한 후 팬들로부터 연호되고, 기립박수를 받으며 야니스 구마스와 교체되어 나갔다.

## 국가대표팀 득점 기록
| #  | 날짜            | 경기장                 | 상대           | 점수 | 결과 | 대회                      |
| -- | --------------- | ---------------------- | -------------- | ---- | ---- | ------------------------- |
| 1. | 2005년 2월 9일  | 피레아스, 그리스       | 덴마크         | 2–1  | 승   | 2006년 FIFA 월드컵 예선전 |
| 2. | 2006년 1월 21일 | 리야드, 사우디아라비아 | 대한민국       | 1–1  | 무   | 친선경기                  |
| 3. | 2006년 1월 25일 | 리야드, 사우디아라비아 | 사우디아라비아 | 1–1  | 무   | 친선경기                  |

## PAOK 회장
2007년 5월 28일, 5번째 수페르리가 엘라다 올스타 게임 이후, 자고라키스는 프로 축구계 은퇴를 선언하였다. 소문이 무성한 가운데 6월 18일, 그는 PAOK의 신임 회장으로 취임했다고 발표되었다.
클럽은 몇년간 재정적으로 위험한 상황이 지속되어 왔다. 자고라키스는 재정 정책에 손을 보아 사업가들을 끌어들이고, 매출을 증대시키고 클럽의 팬층을 유동화시켰다. 정책을 하나로 묶는 그의 답은 다음과 같았다: "PAOK의 힘은 서포터와 팬에서 나옵니다... 이 결정은 제가 내린 것이 아닙니다." (현역 은퇴하고 행정업을 맡기 위해) "제가 자신의 클럽을 사랑하지 않았다면. PAOK의 상황은 매우 어려워졌을 것이며, 이 문제를 숨기려고만 하지 않을 것입니다; 대신, 구단을 압박하는 재정적 문재를 해결하기 위해 저는 최선을 다하겠습니다."
이후, 그는 빚을 줄이고 팀을 개편하는데 착수하였고, 전 팀동료인 지시스 브리자스를 기술 고문으로 내정했다. 2008년 말, PAOK는 대부분의 빚을 청상하는데 성공하였고, 입장권 수입과 광고 매출이 증가하였고, 팀의 그라운드 위의 성적도 페르난두 산투스 감독의 지휘 하에 상당히 개선되었다.
2008년 12월 15일, 자고라키스는 클럽의 주식을 발표하였고, 가치는 €22.3M이었다. 그는 소규모 투자자들을 유치하기 위해 노력하였고, 비록 총합이 전세계급 위기 상황에 극복될 것처럼 보이지 않았으나, 그는 자본 유입이 PAOK를 과거 문제에서 해결하고 향후 클럽 발전에 집중할 수 있도록 하리라 자신하였다.
2009년 10월 8일, 자고라키스는 회장직 사임을 발표해 팬들과 언론을 놀라게 했다. 클럽의 공식 웹사이트에 나온 짧은 대목에, 그의 개인적 문제가 이 결정으로 이끌었다고 발표되었다. 그의 직위는 가까이 지내던 동료인 지시스 브리자스가 맡았다.
그에도 불구하고, 그는 과거의 동료들과 함께하였고, 브리자스와 홈경기를 자주 관전하였다. 자고라키스는 1월 20일에 자신의 결정을 번복해 회장으로 다시 취임하였고, 브리자스는 회장직에서 내려와 부회장이 되었다.

## 사생활
- 자고라키스는 전 패션 모델 조안나 릴리와 결혼하였다; 그는 슬하에 2명의 자식을 두고 있는데, 아들과 딸이 한명씩 있다.
- 그는 국가대표팀과 클럽에서 모두 7번을 사용하였다.
- 그는 그리스판 FIFA 2001의 커버 모델이다.

그는 유럽 의회의 신민주주의당 후보로, 2014년 5월 25일의 선거에 출마했다. 그는 유럽 의회로 당선되어 유럽 국민당 (기독교 민주당)의 일원이 되었다.

## 경력 통계

### 클럽
| 클럽 경력 | 클럽 경력   | 클럽 경력     | 리그 | 리그 | 컵            | 컵            | 리그컵 | 리그컵 | 대륙 | 대륙 | 합계 | 합계 |
| 시즌      | 클럽        | 리그          | 출장 | 골   | 출장          | 골            | 출장   | 골     | 출장 | 골   | 출장 | 골   |
| 그리스    | 그리스      | 그리스        | 리그 | 리그 | 그리스 컵     | 그리스 컵     | 리그컵 | 리그컵 | 유럽 | 유럽 | 합계 | 합계 |
| --------- | ----------- | ------------- | ---- | ---- | ------------- | ------------- | ------ | ------ | ---- | ---- | ---- | ---- |
| 1988–89   | 카발라      | 베타 에트니키 | 8    | 2    | 1             | 0             | -      | -      | -    | -    | 9    | 2    |
| 1989–90   | 카발라      | 감마 에트니키 | 38   | 2    | 2             | 0             | -      | -      | -    | -    | 40   | 2    |
| 1990–91   | 카발라      | 베타 에트니키 | 28   | 0    | 0             | 0             | -      | -      | -    | -    | 28   | 0    |
| 1991–92   | 카발라      | 베타 에트니키 | 32   | 2    | 1             | 0             | -      | -      | -    | -    | 33   | 2    |
| 1992–93   | 카발라      | 베타 에트니키 | 8    | 0    | 0             | 0             | -      | -      | -    | -    | 8    | 0    |
| 1992–93   | PAOK        | 알파 에트니키 | 20   | 2    | 1             | 0             | -      | -      | 0    | 0    | 21   | 2    |
| 1993–94   | PAOK        | 알파 에트니키 | 30   | 0    | 5             | 1             | -      | -      | -    | -    | 35   | 1    |
| 1994–95   | PAOK        | 알파 에트니키 | 31   | 4    | 4             | 0             | -      | -      | -    | -    | 35   | 4    |
| 1995–96   | PAOK        | 알파 에트니키 | 27   | 0    | 7             | 1             | -      | -      | -    | -    | 34   | 1    |
| 1996–97   | PAOK        | 알파 에트니키 | 32   | 2    | 3             | 0             | -      | -      | -    | -    | 35   | 2    |
| 1997–98   | PAOK        | 알파 에트니키 | 15   | 2    | 2             | 0             | -      | -      | 6    | 3    | 23   | 5    |
| 잉글랜드  | 잉글랜드    | 잉글랜드      | 리그 | 리그 | FA컵          | FA컵          | 리그컵 | 리그컵 | 유럽 | 유럽 | 합계 | 합계 |
| 1997–98   | 레스터 시티 | 프리미어리그  | 14   | 1    | 0             | 0             | 0      | 0      | 0    | 0    | 14   | 1    |
| 1998–99   | 레스터 시티 | 프리미어리그  | 19   | 1    | 2             | 0             | 5      | 0      | 0    | 0    | 26   | 1    |
| 1999–2000 | 레스터 시티 | 프리미어리그  | 17   | 1    | 4             | 0             | 7      | 0      | 0    | 0    | 28   | 1    |
| 그리스    | 그리스      | 그리스        | 리그 | 리그 | 그리스 컵     | 그리스 컵     | 리그컵 | 리그컵 | 유럽 | 유럽 | 합계 | 합계 |
| 2000–01   | AEK         | 알파 에트니키 | 23   | 1    | 5             | 0             | -      | -      | 7    | 0    | 35   | 1    |
| 2001–02   | AEK         | 알파 에트니키 | 26   | 3    | 9             | 1             | -      | -      | 10   | 4    | 52   | 9    |
| 2002–03   | AEK         | 알파 에트니키 | 25   | 0    | 7             | 1             | -      | -      | 11   | 1    | 43   | 2    |
| 2003–04   | AEK         | 알파 에트니키 | 27   | 0    | 5             | 0             | -      | -      | 8    | 0    | 40   | 0    |
| 이탈리아  | 이탈리아    | 이탈리아      | 리그 | 리그 | 코파 이탈리아 | 코파 이탈리아 | 리그컵 | 리그컵 | 유럽 | 유럽 | 합계 | 합계 |
| 2004–05   | 볼로냐      | 세리에 A      | 32   | 0    | 2             | 0             | -      | -      | -    | -    | 34   | 0    |
| 그리스    | 그리스      | 그리스        | 리그 | 리그 | 그리스 컵     | 그리스 컵     | 리그컵 | 리그컵 | 유럽 | 유럽 | 합계 | 합계 |
| 2005–06   | PAOK        | 알파 에트니키 | 22   | 0    | 0             | 0             | -      | -      | 5    | 0    | 27   | 0    |
| 2006–07   | PAOK        | 수페르리가    | 23   | 0    | 4             | 0             | -      | -      | -    | -    | 27   | 0    |
| 합계      | 그리스      | 그리스        | 415  | 20   | 56            | 4             | -      | -      | 47   | 8    | 518  | 32   |
| 합계      | 잉글랜드    | 잉글랜드      | 50   | 3    | 6             | 0             | 13     | 0      | 0    | 0    | 69   | 3    |
| 합계      | 이탈리아    | 이탈리아      | 32   | 0    | 2             | 0             | -      | -      | 0    | 0    | 34   | 0    |
| 경력 합계 | 경력 합계   | 경력 합계     | 497  | 23   | 64            | 4             | 13     | 0      | 47   | 8    | 621  | 35   |

### 국가대표팀
| 그리스 축구 국가대표팀 | 그리스 축구 국가대표팀 | 그리스 축구 국가대표팀 |
| 연도                   | 출장                   | 골                     |
| ---------------------- | ---------------------- | ---------------------- |
| 1994                   | 4                      | 0                      |
| 1995                   | 11                     | 0                      |
| 1996                   | 9                      | 0                      |
| 1997                   | 9                      | 0                      |
| 1998                   | 4                      | 0                      |
| 1999                   | 13                     | 0                      |
| 2000                   | 5                      | 0                      |
| 2001                   | 9                      | 0                      |
| 2002                   | 10                     | 0                      |
| 2003                   | 10                     | 0                      |
| 2004                   | 16                     | 0                      |
| 2005                   | 11                     | 1                      |
| 2006                   | 8                      | 2                      |
| 2007                   | 1                      | 0                      |
| 합계                   | 120                    | 3                      |

## 수상

#### 레스터 시티
- 리그컵: 1999-00

#### AEK 아테네
- 그리스 컵: 2001-02

#### 그리스 국가대표
- UEFA 유로: 2004

### 개인
- 발롱도르 5위 : 2004
- UEFA 유로 대회 MVP : 2004
- UEFA 유로 대회 베스트 : 2004
- UEFA 유로 결승전 MoM : 2004
- 그리스 올해의 남자 운동선수 : 2004
- PAOK 올해의 선수 : 1996-97

## 같이 보기
- A매치 100경기 이상 출전한 축구 선수 명단